# 로이히텐베르크 공작

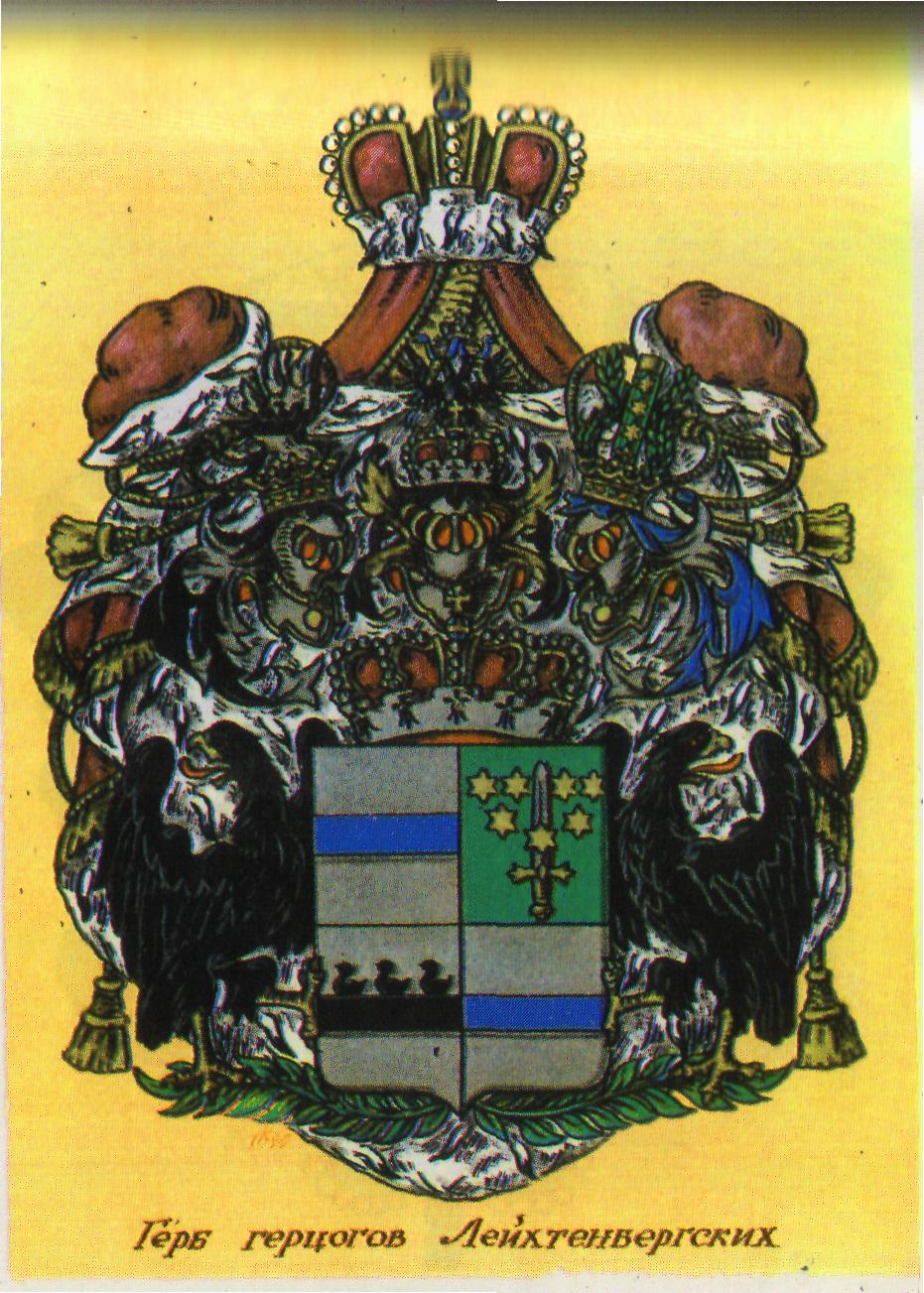
로이히텐베르크 공작가의 문장

로이히텐베르크 공작(독일어: Herzog von Leuchtenberg)은 바이에른 왕국에서 창설된 공작의 작위로, 막시밀리안 1세 요제프가 자신의 사위인 외젠 드 보아르네(바이에른 공주 아우구스테와 결혼)에게 수작(授爵)한 것이 그 시작이다. 외젠 사후에는 아들인 오귀스트가 작위를 물려받았으나 그는 후사를 남기지 못하고 요절했고, 외젠의 차남이자 오귀스트의 동생인 막시밀리안이 제3대 로이히텐베르크 공작이 되었다. 그는 러시아의 황제 니콜라이 1세의 딸 마리야 니콜라예브나 여대공과 결혼함으로써 러시아 황족에 포함되었다. 막시밀리안의 아들 니콜라이는 알렉산드르 3세로부터 러시아의 황족으로서 로이히텐베르크 공작의 작위를 수여받았다. 이것은 기존의 바이에른 왕국의 작위와는 별개의 것이었기 때문에 막시밀리안 1세 요제프가 수여한 바이에른의 영지를 비롯해 바이에른 왕국의 로이히텐베르크 공작위는 니콜라이의 동생 에브게니가 잇게 되었다. 20세기 초, 러시아와 바이에른 왕국에 공화정이 들어서면서 로이히텐베르크 공작은 명목상의 지위로 남게 되었다.

## 바이에른의 로이히텐베르크 공작(1817~1918)
| 초상화 | 이름                                     | 생몰년                             | 비고                                                           |
| ------ | ---------------------------------------- | ---------------------------------- | -------------------------------------------------------------- |
|        | 외젠 드 보아르네 (1817~1824)             | 1781년 9월 3일 ~ 1824년 2월 21일   | 이탈리아 부왕(1805~1814) 프랑크푸르트 대공(1813년)             |
|        | 오귀스트 (1824~1835)                     | 1810년 12월 9일 ~ 1835년 3월 28일  | 초대 공작 외젠의 장남 포르투갈 여왕 마리아 2세의 부군(1835)    |
|        | 막시밀리앙 (1835~1852)                   | 1817년 10월 2일 ~ 1852년 11월 1일  | 초대 공작 외젠의 차남 러시아 여대공 마리야 니콜라예브나의 남편 |
|        | 니콜라이 (1852~1891)                     | 1843년 8월 7일 ~ 1891년 1월 6일    | 제3대 공작 막시밀리앙의 장남                                   |
|        | 에브게니 (1891~1901)                     | 1847년 2월 8일 ~ 1901년 8월 31일   | 제3대 공작 막시밀리앙의 차남                                   |
|        | 게오르기 (재위 1901년 - 1912년 )         | 1852년 2월 29일 - 1912년 5월 16일  | 제3대 공작 막시밀리앙의 사남                                   |
|        | 알렉산드르 (1912~1918, 명목상 1918~1942) | 1881년 11월 13일 - 1942년 9월 26일 | 제6대 공작 게오르기의 장남                                     |
|        | 세르게이 (명목상 1942~1974)              | 1890년 7월 16일 ~ 1974년 1월 7일   | 제6대 공작 게오르기의 차남                                     |

## 러시아의 로이히텐베르크 공작(1890~1917)
- 니콜라이(1890~1891) - 바이에른의 로이히텐베르크 공작(제4대)
- 니콜라이(1891~1917, 명목상 1917~1928)
- 니콜라이(명목상 1928~1937)
- 니콜라이(명목상 1937~)

## 같이 보기
- 보아르네 가문